# باريس تورز 1972
باريس تورز 1972 هو سباق دراجات هوائية، وهو الموسم رقم 66 من باريس تورز، وأقيم في 1 أكتوبر 1972.
فاز بالمركز الأول Noël Vantyghem ‏، وبالمركز الثاني Jos Huysmans ‏، وبالمركز الثالث Willy De Geest ‏.

## الفائزون
| الترتيب | الفائز          |
| ------- | --------------- |
| الفائز  | Noël Vantyghem ‏ |
| الثاني  | Jos Huysmans ‏   |
| الثالث  | Willy De Geest ‏ |